# Villavaquerín
Villavaquerín é um município da Espanha na província de Valladolid, comunidade autónoma de Castela e Leão, de área 44,96 km² com população de 206 habitantes (2004) e densidade populacional de 4,58 hab/km².

## Demografia
| Variação demográfica do município entre 1991 e 2004 | Variação demográfica do município entre 1991 e 2004 | Variação demográfica do município entre 1991 e 2004 | Variação demográfica do município entre 1991 e 2004 |
| --------------------------------------------------- | --------------------------------------------------- | --------------------------------------------------- | --------------------------------------------------- |
| 1991                                                | 1996                                                | 2001                                                | 2004                                                |
| 221                                                 | 229                                                 | 198                                                 | 206                                                 |